# Обенро
Обенро́ — місто в Данії, регіон Південна Данія, комуна Обенро. Адміністративний центр комуни. Розташоване на початку Обернроського фйорду, за 26 км від дансько-німецького кордону. Вперше згадується у ХІІ ст. Входило до складу Священної Римської імперії (до 1750), Пруссії (1864—1871), Німеччини (1871—1920) і Данського королівства (1750—1864, після 1920). Крупне купецьке місто Західно-Балтійського регіону. Центр рибальства, торгівлі, суднобудування. Площа — 9,69 км². Населення — 16425 осіб (2020).

## Назва
- Обенро́, Опенро, або Абенра́ (дан. Aabenraa, або Åbenrå, МФА: [ɔːpm̩ˈʁɔˀ], «відкритий пляж») — данська назва міста.
- Апенра́де (нім. Apenrade, МФА: [aːpn̩ˈʁaːdə]) — німецька назва міста. Інколи — Апенроде[4].
- Аффенре (пд.-ют. Affenråe) — південно-ютландська назва.

## Історія

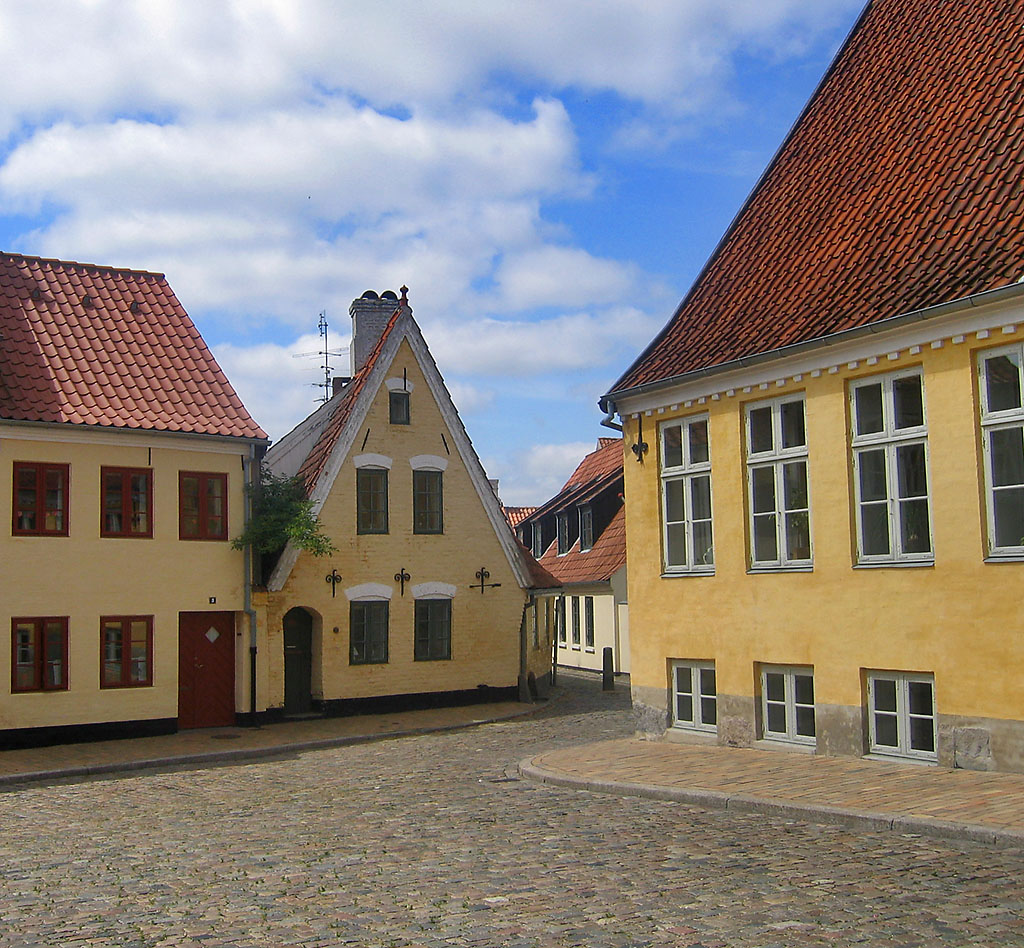
Вулиця старого міста.

### Середньовіччя
Обенро вперше згадується в історичних документах під ХІІ ст. у зв'язку із нападом на слов'ян-вендів. Згодом це поселення розрослося довкола єпископського замку й 1240 року отримало від єпископа статус купецького містечка, що було підтверджено грамотою 1335 року. Основними заняттями мешканців Обенро були вирощування хмелю і рибальство. Це відбилося на міському гербі, де на синьому щиті зображені три срібні риби у срібних хвилях.

### Данський період

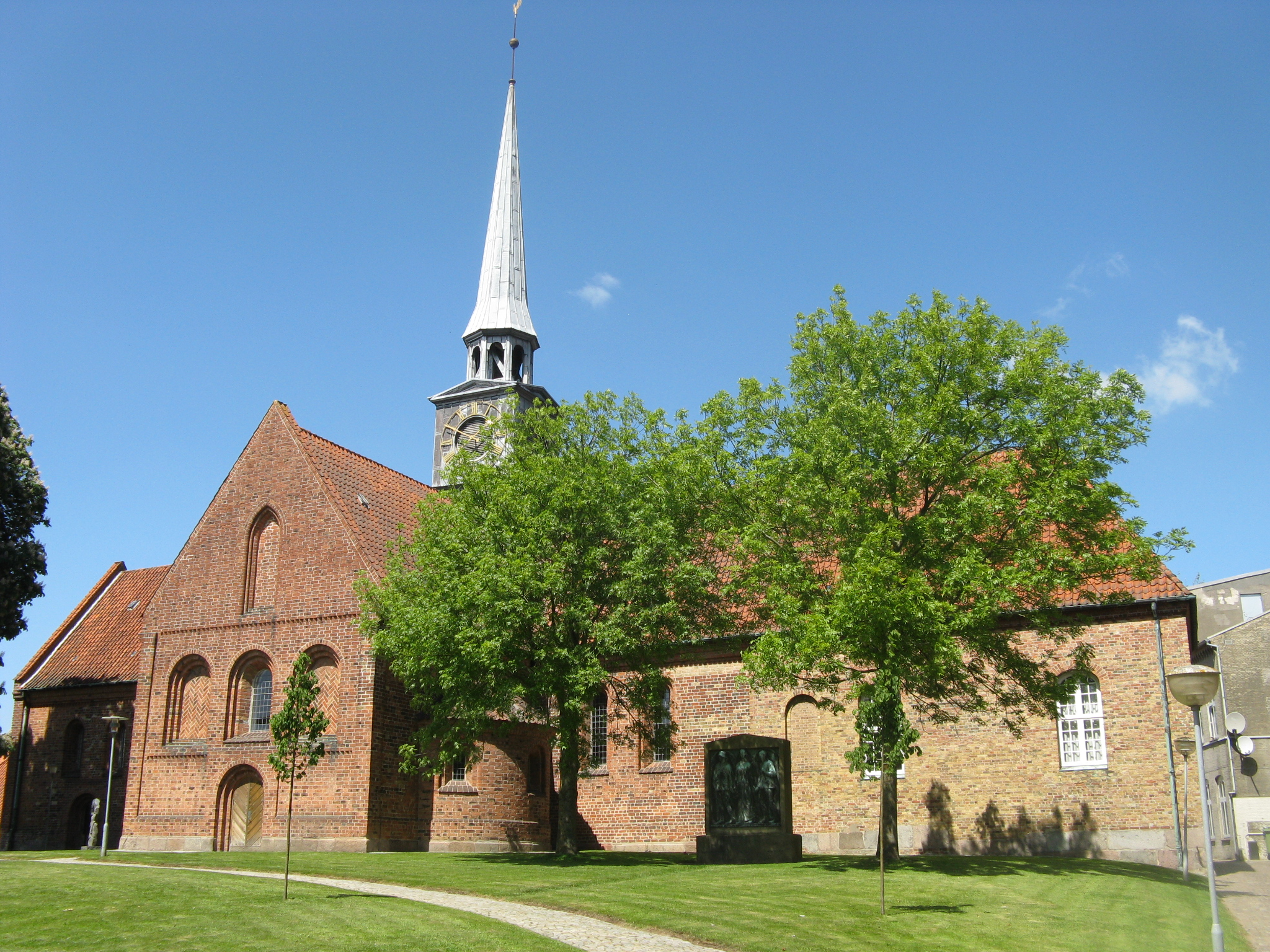
Церква святого Миколая.

У пізньому середньовіччі й ранньому новому часі Апенраде належало до герцогам Шлезвігу й перебувало у складі Священної Римської імперії. У 1560—1721 роках воно належало Гольштейн-Готторпському герцогству, а згодом перейшло під контроль Данської корони й стало зватися Обенро.
Період 1750—1864 років став золотою добою Обенро. Тут сходилися торгові шляхи з Середземномор'я, Китаюю, Південної Америки і Австралії. Величезна гавань була місцем локації третього купецького флоту країни, що поступався лише Копенгагену і Фленсборгу. В місті працювала Оберноська верф, де будувалися найкращі кораблі того часу.

### У складі Німеччини
1864 року, внаслідок перемоги Пруссії у дансько-прусській війні, Оберно увійшло до складу Прусського королівства, а згодом, 1871 року, — Німецької імперії. Від 1867 року місто входило до Апенрадського повіту Шлезвіг-Гольштейнської провінції Пруссії.

### Повернення Данії
Після поразки Німеччини у Першій Світовій війні країна уклала Версальський договір від 28 червня 1919 року, який вимагав провести на території Шлезвігу плебісцит населення про приналежність до Данії. 10 лютого 1920 року, під наглядом спостерігачів від представників Антанти, відбувся плебісцит у Північному Шлезвігу, так званій Зоні І, до якої входив Апенрадський повіт і місто Апенраде. 67,7% населення повіту (12.653 особи) проголосували за входження до складу Данії. Проте місто — 55,1% апенрадців (2.725 осіб) — виявило бажання лишитися в Німеччині. 15 червня того ж року, всупереч волевиявленню апенрадців, весь Північний Шлезвіг, включно із Апенрадським повітом і містом Апенраде перейшов під данський контроль. Місто отримало офіційну данську назву Обенрои.
До 1 січня 2007 року Оберно було центром Південно-Ютландської волості. Внаслідок данської адміністративної реформи місто передане до складу регіону Південна Данія.

## Герб

Герб Обенро

Герб Обенро — офіційний символ міста. У синьому щиті, перетятому тонкими срібними хвилями, три срібні риби-макрелі. Герб був наданий 1922 року данським урядом і трохи змінений 2007 року. Зображення базується на середньовічному гербі міста Апенраде, що відомий з печатки міського магістрату 1421 року: у хвилястому полі три риби, що пливуть ліворуч. Перші згадки про використання містом герба датуються кінцем XIV ст. 
Макрелі (атлантичні скумбрії) символізують рибальство — головний промисел мешканців міста й околець впродовж століть. Герб Обенро використовується на міському прапорі, печатці, а також комунальній геральдиці.

Комуна
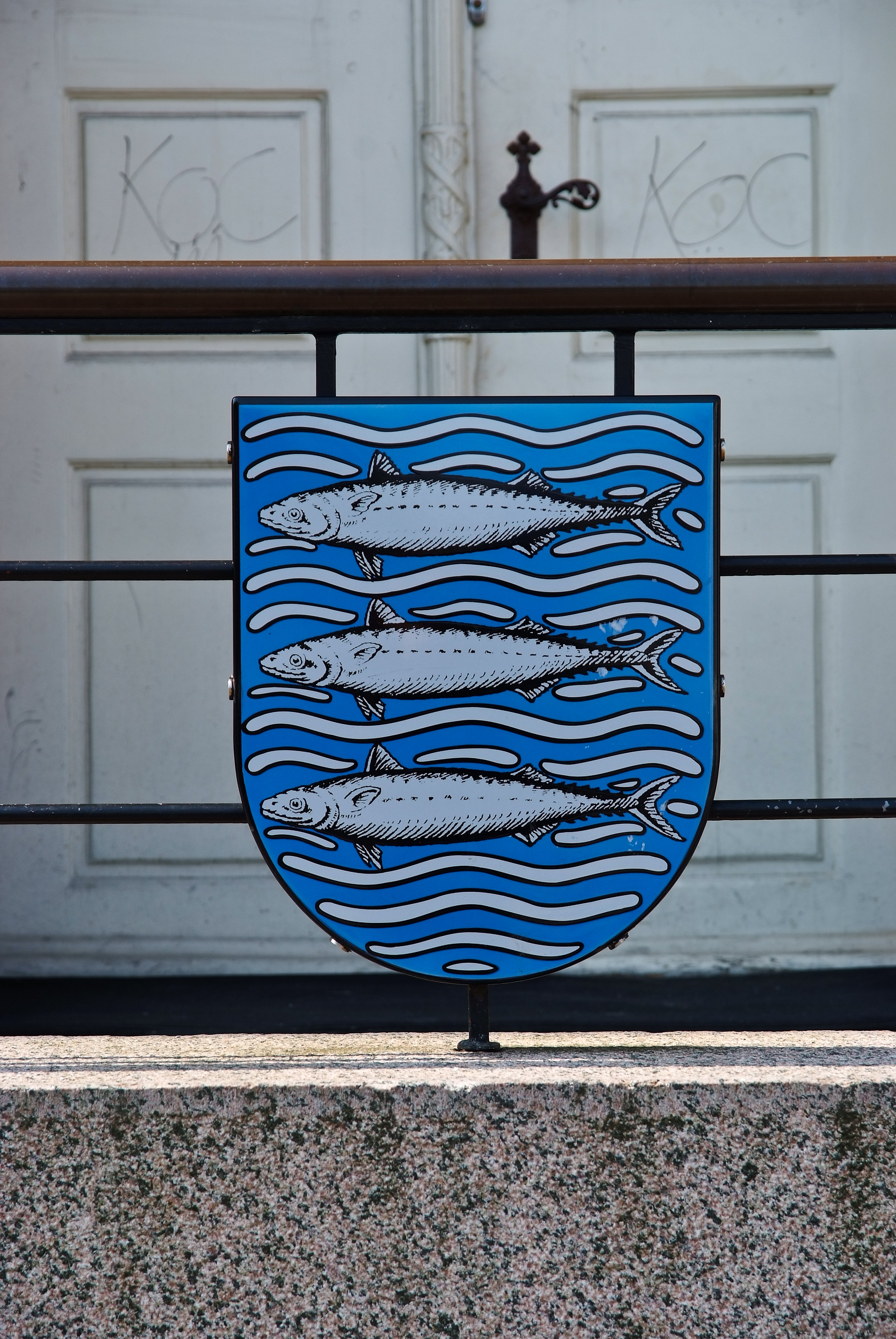
Герб
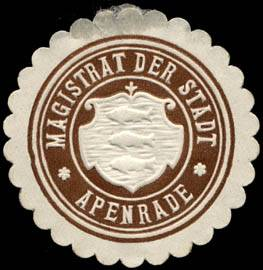
Марка
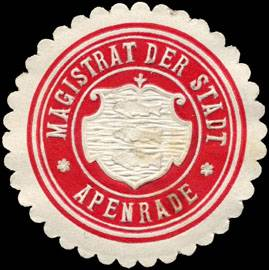
Марка

## Населення
Історично в місті переважало німецькомовне населення.
- 1 січня 2020: 16425 осіб[3].

## Відомі люди

### Уродженці
- Каспар фон Зальдерн (1711—1786) — гольштейнський і російський державний діяч, дипломат, масон.

### Монографії
- Hvidtfeldt, J.; Iversen, P. Aabenraa bys historie: 4 bind. Historisk Samfund for Sønderjylland, 1961—1985. ISBN 87-7016-084-8.

### Довідники
- Åbenrå // Encyclopædia Britannica. I: A-ak Bayes (15th ed.). Chicago, Illinois: Encyclopædia Britannica Inc, 2010, V. 1, p. 26.